# EV Landsberg
Le EV Landsberg est un club professionnel allemand de hockey sur glace basé à Landsberg crée en 200 et dissout en 2011 .

## Historique
Le club est créé en 2000. En 2007, il est promu en 2. Bundesliga.

## Anciens joueurs

### Palmarès
- Vainqueur de l'Oberliga: 2006.